# 辽宁卫视
辽宁卫视（中国国家广电总局注册呼号为辽宁广播电视台综合频道）是中国辽宁广播电视台运营的省级卫星电视综合频道，前身为1959年10月1日开播的沈阳电视台（并非现今的“沈阳广播电视台”），1997年开始通过亚洲Ⅱ号卫星上星播出。该频道曾获得2010年度“最具品牌传播价值卫视”称号。。
2014年3月1日起，该频道开始高清、标清同步播出并进入沈阳有线电视网。7月7日开始，高清版开始上星播出，7月下旬开始逐步在辽宁省内及中国全国各地的有线电视网络落地播放。自2015年12月31日夜间起，辽宁卫视标清版播出方式由4:3改为16:9横向压缩4:3播出，同时台标横向压缩以适应16:9格式。
近年来，该频道每年农历除夕夜前，即腊月二十九晚上播出的《辽宁卫视春节联欢晚会》期间的收视率都很高，堪称“央视春晚前的开胃小菜”。

## 主要栏目
- 辽宁新闻（全省地级市电视台第一套节目转播）
- 第一时间
- 说天下
- 黑土地
- 第一时间
- 欢乐饭米粒
- 瞭望评辩天下
- 有请主角
- 中国好家庭
- 奇幻科学城
- 风物辽宁
- 组团上春晚
- 欢乐集结号
- 品牌辽宁（品牌展播类节目，于每晚《辽宁新闻》播出之前以及《新闻联播》结束后播出）
- 辽宁卫视春节联欢晚会
- 经典影院（深夜时段播放，以80、90年代的香港电影为主）